# Soucht
Soucht település Franciaországban, Moselle megyében. Lakosainak száma 1024 fő (2022. január 1.). Soucht Montbronn, Wingen-sur-Moder, Butten, Meisenthal, Rahling, Ratzwiller, Rosteig és Volksberg községekkel határos.

## Népesség
A település népessége az elmúlt években az alábbi módon változott:
| Lakosok száma | 1080 | 1055 | 1069 | 1049 | 1046 | 1053 | 1038 | 1034 | 1024 |
|               | 2013 | 2015 | 2016 | 2017 | 2018 | 2019 | 2020 | 2021 | 2022 |